# GBU-44 Viper Strike
Die GBU-44 Viper Strike (GBU steht für Guided Bomb Unit) ist eine präzisionsgelenkte Gleitbombe zur Panzerbekämpfung. Die Waffe wurde aus dem Projekt Brilliant Anti-Tank (BAT) entwickelt. Die Lenkung erfolgt mittels eines halbaktiven Lasersuchers und optional zusätzlich mit GPS.

## Brilliant Anti-Tank
Das Projekt Brilliant Anti-Tank, kurz BAT, wurde im Kalten Krieg von Northrop Grumman für die US-Streitkräfte entwickelt. Das Ziel dabei war die Zerstörung großer sowjetischer Panzeransammlungen, bevor diese überhaupt in Feindkontakt kommen konnten. Zu diesem Zweck sollte mit einem MLRS (sowohl konventionelle 227-mm-Raketen als auch ATACMS), Flugzeugen oder BGM-109 Tomahawk eine größere Anzahl BAT über dem Zielgebiet ausgesetzt werden. Diese hätten an einem Fallschirm hängend mit ihrem akustischen Sensor autonom das Zielgebiet nach den lohnendsten Zielen abgesucht. Sobald ein Ziel gefunden war, hätte sich die Waffe vom Fallschirm getrennt und wäre antriebslos zum Ziel geglitten, welches mit einer Tandemhohlladung zerstört worden wäre. In dieser Phase hätte ein IR-Sucher die Lenkung der Waffe übernommen. Zur Ortung der Panzerverbände auf große Distanz wurde parallel das Flugzeug E-8 Joint STARS entwickelt.
Mit dem Untergang des Ostblocks und dem folgenden Wegfallen der weltweit größten Panzerverbände verlor die Waffe ihre Berechtigung und die Weiterentwicklung wurde eingestellt. Bis zur Einstellung wurde lediglich eine geringe Stückzahl für das MLRS-System hergestellt; alle anderen Varianten kamen über die Planungsphase nicht hinaus. Zudem konnten bis zur Einstellung der Weiterentwicklung gravierende Probleme nicht gelöst werden, wobei vor allem der akustische Sucher Probleme bereitete.

## GBU-44 Viper Strike

### Konzept
Im Zuge des Kriegs gegen den Terror wurde der Entwicklung neuer Waffensysteme wieder eine größere Priorität eingeräumt. Jedoch standen nicht mehr die Vernichtung großer sowjetischer Panzerverbände im Fokus, sondern die Minimierung von eigenen Verlusten und von Kollateralschäden. Bei den Trägersystemen führten diese Anforderungen zu einem stark ansteigenden Gebrauch von UAVs, wobei es sich meistens um verhältnismäßig kleine Aufklärungssysteme mit begrenzten Kapazitäten handelt.
Um diesen Herausforderungen zu begegnen, wurde das BAT-Konzept wiederbelebt und an die neuen Anforderungen angepasst. Sowohl der störanfällige akustische Sensor als auch der Infrarotsensor wurden entfernt und durch eine halbaktive Laser-Lenkung ersetzt. Der Vorteil der halbaktiven Laser-Lenkung, bei der die Waffe einem Laserstrahl folgt, liegt in einer sehr hohen Präzision (CEP < 1 m) und darin, dass es sich um eine erprobte Technologie handelt. Der Nachteil ist, dass das Ziel bis zum Einschlag mit einem Laser beleuchtet werden muss, was entweder das Trägerflugzeug, ein zweites UAV oder eine Bodeneinheit bindet und so einer gewissen Gefährdung aussetzt. Neben der hohen Präzision soll auch der mit, je nach Quelle, zwischen einem und zwei Kilogramm schwere sehr kleine Sprengkopf (zum Vergleich: AGM-114 Hellfire 9 kg) Kollateralschäden verringern. Die Waffe weist zudem nur eine Länge von 0,9 m und ein Gewicht zwischen 19 und 20 kg auf, womit sie nicht einmal halb so schwer wie eine Hellfire ist. Dies ermöglicht entweder eine größere Anzahl Waffen mitzuführen oder aber deutlich kleinere Trägersysteme.
Inzwischen wurde noch eine verbesserte Version entwickelt, welche zusätzlich über eine auf GPS basierende Steuerung verfügt. Die mögliche Reichweite steigt dadurch von weniger als einem Kilometer auf über fünf Kilometer. Zudem kann die Waffe so auch bei schlechtem Wetter eingesetzt werden, weil Laserstrahlen nicht in der Lage sind, dichte Wolken zu durchdringen.

### Trägersysteme
Theoretisch kommt jedes moderne Kampfflugzeug in Frage. Als erstes wurde die MQ-5 Hunter mit der Viper Strike ausgerüstet, was vor allem darauf zurückführen ist, dass beide Systeme vom gleichen Hersteller stammen und dass die Hunter zu klein ist, um die mehr als doppelt so schwere Hellfire zu tragen. Danach kamen die KC-130J Harvest Hawk und die AC-130W Stinger II als weitere Startplattformen hinzu. Weiter sieht die Planung vor, auch weitere Drohnen mit der GBU-44 auszurüsten.

## Varianten
- BAT: Brilliant Anti-Tank, Ursprungsversion mit Millimeterwellen-Radar oder IR-Suchkopf. Entwicklung im Jahr 2003 eingestellt.
- GBU-44B Viper Strike: Serienversion mit halbaktiver Laserzielsuche und Hohlladung.[1]
- GBU-44E Viper-E: Verbesserte GBU-44B mit neuer Elektronik, Datenlink und Tandemhohlladung.[1]
- GBU-44 Viper-E II: Ausführung mit neuer Elektronik. Für die Bekämpfung von See- und Landzielen.[1]

## Einsatz
Die GBU-44 Viper Strike kam erstmals 2007 im Krieg gegen den Terrorismus in Afghanistan zum Einsatz.

## Benutzer
- Vereinigte Staaten